# かれん
かれん（1990年1月25日 - ）は、日本のタレント。旧芸名は成島 かれん（なるしま かれん）。活動当時はハーツエージェントに所属していた。
千葉県出身。身長158センチメートル。体重40.5キログラム。趣味は映画鑑賞、スキー、お泊り会、買い物。
2008年6月に芸能活動を休止し、9月から留学。

## モデル活動

### 書籍
すべて斉藤美恵子の著書。
- 愛され脚をつくる2週間レシピ（2005年3月発売、WAVE出版、ISBN 4-87290-217-3）
- DVD付きムック 「愛され美脚」になる！2週間即効エクササイズ（2006年2月発売（3月発行）、宝島社、ISBN 4-7966-5131-4）
- 脚やせPUSHダイエット（2008年1月発売、幻冬舎、ISBN 4-344-90116-9）

### ウェブサイト
- 美少女研究所 モバイルサイト（2005年、テレビ東京）

## 出演

### CM
- Fresh & Dry キティコロン（2007年9月、サンリオ）

### 舞台
- あしあと〜心に咲く花〜（2007年9月20日 - 9月24日、アドリブ小劇場） - 安西真由美 役

### イベント
- GIRLs-RockPop stadium VOL.23（2007年12月17日） - MC出演
- 年末大忘年会ライブ2007（2007年12月30日） - MC出演